# 선암초등학교 (울산)
선암초등학교는 대한민국 울산광역시 남구에 있는 초등학교다.

## 학교 연혁
- 1962. 01. 대현초등학교 이전 신축
- 1972. 11. 대현초등학교 이전
- 1974. 01. 28. 선암초등학교 설립 인가
- 1974. 03. 06. 선암초등학교 개교(24학급 편성)
- 1988. 11. 18. 울산시교육청 지정 저축 시범학교
- 1993. 10. 27. 울산시교육청 지정 환경 시범학교
- 1996. 12. 31. 울산시교육청 지정 환경교육 우수학교
- 1999. 02. 02. 병설유치원 2학급 설립 인가
- 2000. 11. 24. 울산광역시강남교육지원청 지정 체육과 연구학교
- 2003. 02. 20. 제29회 졸업(총 7407명)
- 2003. 03. 01. 13(1)학급 편성(특수반 1학급)
- 2003. 03. 01. 울산광역시교육청 환경교육 연구학교
- 2004. 09. 01. 제14대 하복근 교장 부임
- 2005. 02. 18. 제31회 졸업(총 7,546명)
- 2005. 03. 01. 13(1)학급 편성(특수반 1학급)
- 2006. 02. 17. 제32회 졸업(총 7,605명)
- 2006. 03. 01. 12(1)학급 편성(특수반 1학급)
- 2007. 02. 20. 제33회 졸업(총 7,656명)
- 2007. 03. 01. 제15대 성홍기 교장 부임
- 2007. 03. 01. 11(1)학급 편성(특수반 1학급)
- 2008. 02. 20. 제34회 졸업(총 7,698명)
- 2008. 03. 01. 10(1)학급 편성(특수반 1학급)
- 2008. 09. 01. 제 16대 임길엽 교장 부임
- 2009. 03. 01. 9(1)학급 편성(특수반 1학급)
- 2009. 03. 01. 울산광역시교육청 지정 환경교육 시범학교
- 2010. 03. 01. 8(1)학급 편성 (특수반 1학급)
- 2011. 03. 01. 8(1)학급 편성 (특수반 1학급)
- 2011. 09. 01. 제17대 김분애 교장 부임
- 2012. 02. 18. 제38회 졸업(총 7,845명)
- 2012. 03. 01. 8(1)학급 편성(특수반 1학급)
- 2013. 03. 01. 7(1)학급 편성(특수반 1학급)
- 2013. 09. 01. 제18대 김도희 교장 부임
- 2014. 02. 21. 제40회 졸업(졸업생 21명, 총 7,902명)
- 2014. 03. 01. 7(1)학급 편성 (특수반 1학급)
- 2014. 03. 03. 시업식 및 입학식